# Rrapë
Rrapë is een plaats en voormalige gemeente in de stad (bashkia) Pukë in de prefectuur Shkodër in Albanië. Sinds de gemeentelijke herindeling van 2015 doet Rrapë dienst als deelgemeente en is het een bestuurseenheid zonder verdere bestuurlijke bevoegdheden. De plaats telde bij de census van 2011 1.357 inwoners.

## Bevolking
In de volkstelling van 1 april 2011 telde de (voormalige) gemeente Rrapë 1.357 inwoners, een drastische daling ten opzichte van 2.503 inwoners op 1 oktober 2001. De gemiddelde jaarlijkse groei komt hiermee uit op −5,7%, hetgeen lager is dan het landelijke gemiddelde van −0,80%.
Het aandeel van de bevolking tussen 0 en 14 jaar was 21,6% (293 personen), tussen 15 en 64 jaar 66,8% (906 personen) en ten slotte was 11,6% van de bevolking 65 jaar en ouder (158 personen).

### Religie
Van de bevolking van Rrapë rekende ongeveer 70% zich tot de Rooms-Katholieke Kerk en 25% tot de (soennitische) islam.
| Plaats | Bevolking (2011) | Islam (%) | Katholiek (%) | Orthodox (%) | Bektashisme (%) |
| ------ | ---------------- | --------- | ------------- | ------------ | --------------- |
| Rrapë  | 1.357            | 341       | 948           |              |                 |
|        | (100,00%)        | (25,13%)  | (69,85%)      |              |                 |